# Weltumweltorganisation
Eine Weltumweltorganisation existiert bislang nur in den Vorstellungen zur Reform der Vereinten Nationen. Sie ist als Nachfolgeorganisation zum UN-Umweltprogramm UNEP konzipiert und könnte unter dem Dach der Vereinten Nationen an dessen Stelle treten und eine bedeutende Stärkung der Weltumweltpolitik nach sich ziehen.
Es existieren verschiedene Bezeichnungen für diese in Planung befindliche Organisation, darunter UNEO (United Nations Environment Organisation), WEO (World Environment Organisation) oder UNEPO (United Nations Environmental Protection Organisation). Im folgenden Artikel wird die Abkürzung UNEO verwendet, da diese sich am stärksten mit dem existierenden Umweltprogramm ähnelt.

## Hintergrund
Die Gründung einer Organisation für Weltumweltbelange soll im Gegensatz zum existierenden Programm die stark fragmentierte UN-Umweltarchitektur unter einem Dach vereinigen. Hierzu zählen unter anderem die Globale Umweltfazilität (GEF) in Händen der Weltbank, das Waldforum der Vereinten Nationen (UNFF) oder die zahlreichen multilateralen Umweltabkommen und Konventionen, z. B. die Klimarahmenkonvention. Es existieren derzeit über 200 multilaterale Umweltabkommen, die unter dem Dach einer einzigen Organisation gesammelt besser koordiniert und deren Synergiepotenzial stärker genutzt werden könnten. Nur so sei es möglich, drängenden Umweltproblemen wie der globalen Erwärmung oder der fortschreitenden Desertifikation effektiver zu begegnen.
UNEP als Programm erhält keine regelmäßigen Zahlungen nach einem festgelegten Schlüssel und ist auf relativ willkürlich zur Verfügung gestellte und freiwillige Beiträge der UN-Mitgliedstaaten sowie anderer Finanzierungsorganisationen angewiesen. Die Schaffung eines rechtsverbindlichen neuen Abkommens für eine UN-Umweltorganisation könnte für finanzielle Planungssicherheit sorgen und die Durchführung von Studien und Projekten deutlich vorantreiben.
Außerdem könnten durch die Aufwertung zur Organisation Umweltthemen eine größere Rolle in anderen zwischenstaatlichen Regimen spielen. Als Beispiel wird die Welthandelsorganisation (WTO) genannt, zu der man sich mehr in Augenhöhe bewegen könne.
Schließlich gibt es Überlegungen zur (teilweisen) Zusammenführung von Umwelt- und Entwicklungsarbeit in den Vereinten Nationen. Eine UNEO könnte sich besser mit dem UN-Entwicklungsprogramm (UNDP) koordinieren, wenn die fragmentierte Natur der derzeitigen UN-Umweltarbeit besser organisiert wäre.

## Positionen und Geschichte
Der französische Staatspräsident Chirac forderte 2004 die Gründung der UNEO. Die deutsche Bundesregierung unterstützt nach eigenen Angaben diese Initiative, innerhalb der Europäischen Union ebenso Spanien. Die USA hingegen verhalten sich abwartend bis desinteressiert, während die Position der Schwellen- und Entwicklungsländer als indifferent beschrieben werden kann. Unter anderem äußern sich aus dieser Gruppe die Volksrepublik China und Kenia verhalten zustimmend zur UNEO.
Im Abschlusskommunique des 15. Deutsch-französischen Umweltrats in Royaumont vom 24. und 25. September 2006 heißt es wörtlich:
"Nach Auffassung der beiden Minister erscheint eine starke, speziell der Umwelt gewidmete Organisation der Vereinten Nationen angesichts der zunehmenden globalen Umweltprobleme notwendiger denn je: Sie zogen eine positive Bilanz der bisherigen Beratungen in der Generalversammlung der Vereinten Nationen. Gemeinsam mit den europäischen Partnern werden sie die konstruktive Haltung vieler UNO-Mitgliedstaaten nutzen, um der Realisierung dieses bedeutenden UN-Reformvorhaben, der Aufwertung UNEPs zu einer UN-Umweltorganisation (UNEO), näher zu kommen. Präsident Chirac hat auf der UN-Generalversammlung zu einer internationalen Konferenz zur Unterstützung dieser Idee für Anfang 2007 nach Frankreich eingeladen, die von Bundesumweltminister Sigmar Gabriel sehr begrüßt und unterstützt wird."
Unter den Nichtregierungsorganisationen befürworten insbesondere Greenpeace und Friends of the Earth die Initiative. In einem Brief an die Umweltminister der EU-25 fordern sie gemeinsam mit dem European Environmental Bureau die Transformation von UNEP in eine UN-Umweltorganisation.
Nachdem am 2. Februar 2007 der Vierte Sachstandsbericht des IPCC über die globale Erwärmung veröffentlicht worden war, trafen sich Vertreter/-innen von über 40 Staaten in Paris zu der oben genannten internationalen Umweltkonferenz mit dem Ziel der Gründung einer Weltumweltorganisation. Einem Bericht von tagesschau.de zufolge „soll die neue Organisation aus dem bisherigen Umweltschutzprogramm (Unep) hervorgehen. Anders als das bisherige Umweltregime soll die Organisation ein eigenes Budget und weit mehr Analyse- und Entscheidungskompetenzen erhalten.“ Die USA und China äußerten sich demzufolge skeptisch, drohten jedoch auch noch keinen Widerstand gegen die Gründung einer UNEO an.

## Beschlusslage
Ursprünglich war für Herbst 2005 die Abstimmung der UN-Generalversammlung über die UNEO geplant. Dieser Termin wurde nicht eingehalten. Eine entsprechende Abstimmung hat bislang nicht stattgefunden, und es existiert auch kein Zeitplan für das weitere Vorgehen in dieser Sache.